# Къща музей „Гео Милев“
Къщата музей „Гео Милев“ в Стара Загора е къщата, в която е израснал поетът Гео Милев, открита като музей на 27 септември 1953 г.

## Фонд
Къщата музей „Гео Милев“ съхранява над 3000 експоната, разделени в основен и научно-спомагателен фонд. Основният фонд на къщата музей е дарение от родителите на поета. Те безвъзмездно предоставят редица ръкописи, писма, рисунки на Гео Милев и голяма част от личната му библиотека.

## История
Идеята къщата, в която израства Гео Милев, да бъде превърната в музей, датира от 1952 г. Основни инициатори са неговите приятели – поетите Николай Лилиев, Николай Райнов, Ламар, Людмил Стоянов, Иван Хаджихристов, Иван Мирчев. Последните двама по това време живеят в Стара Загора. Иван Хаджихристов става първият уредник на къщата музей „Гео Милев“.
Първоначално къщата музей „Гео Милев“ има преобладаващо етнографски вид. Възстановени, както са изглеждали през миналия век, са и трите стаи на дома. През годините е осъвременен, за да отговаря на съвременните изисквания. Предвид малкия си размер къщата е достроена с експозиционната зала през 70-те години на XIX век. Самата експозиция също се променя. Първоначално тя е с високи пана с фотоси, а от средата на 80-те години има модерен вид, отличаващ го от сходните му музеи – с осветление, музика, визия и специални светлинни и музикални ефекти, създаващи усещането за спектакъл.
През 2020 г. в музея е извършен основен ремонт.
В двора на музея се намира дъб, посаден от Гео Милев през 1905 г. Вековното дърво е обявено за природна забележителност.

## Културни инициативи
През годините музеят приютява множество културни събития, сред които и разнообразни театрални спектакли. Освен това организира редица културни инициативи, сред които:

### „Гео-Милеви дни“
„Гео-Милевите дни“ се провеждат на всеки две години, с организатор къщата музей „Гео Милев“. В рамките на тържествата се експонират изложби, правят се рецитали, поставят се пиеси, организират се кръгли маси и научни конференции. От 1995 г. се връчва и националната награда „Гео Милев“.

### Национална награда „Гео Милев“
На 12 януари 1995 г. над 50 дейци на изкуството, журналисти, бизнесмени и духовници създават Международна фондация „Гео Милев“ с почетен председател Леда Милева (дъщеря на Гео Милев). Основната цел на фондацията е да подпомага научно-изследователската и популяризаторската дейност на творчеството на Гео Милев и Къща музей „Гео Милев“. Същата година, в сътрудничество с община Раднево и община Стара Загора, е учредена Национална награда „Гео Милев“. Наградата се връчва за заслуги и постижения в развитието на българската култура в областта на поезията, прозата, критиката, театъра, музиката и живописта. Връчва се през две години в рамките на „Гео-Милевите дни“ в края на месец септември.

### Национален конкурс „Гео Милев“
С Община Стара Загора къщата музей организира ежегоден Национален ученически журналистически конкурс „Гео Милев“, включен в Националния календар на МОН за изяви по интереси на децата и учениците.

### Пленер „Деца рисуват“
Пленерът „Деца рисуват“ е дългогодишна инициатива на Къща музей „Гео Милев“, чието начало е поставено от самия Гео Милев. В него участват ученици от Стара Загора и техните ръководители. Творбите на пленера участват в изложба, която се открива в дните преди 24 май.

### Занималня
Къщата музей „Гео Милев“ организира занимания, насочена към най-малките (5 – 10 години) – „Четем и рисуваме“, „Литературни закачки“, „Ние сме актьори“, „Да съставим приказка“ и др.